# Shanklin
Shanklin – miasto w Anglii, na południowo-wschodnim wybrzeżu wyspy Wight. Wioska turystyczna słynąca z piaszczystych plaż i atrakcyjnych widoków. Dojazd do miast jest zapewniany przez autobusy oraz pociągi na trasie Ryde-Shanklin (Island Line). Na tzw. Esplanade można zagrać w minigolfa, a także w minikasynie Jungle Jim, odwiedzić liczne w mieście restauracje. Głównym miejscem odwiedzanym przez turystów jest Shanklin Chine.